# Velîka Obuhivka, Mirhorod
Velîka Obuhivka (în ucraineană Велика Обухівка) este localitatea de reședință a comunei Velîka Obuhivka din raionul Mirhorod, regiunea Poltava, Ucraina. În secolul al XIX-lea, satul Obuhivka făcea parte din volostul Savînți, uezdul Mirhorod.

## Demografie
Componența lingvistică a localității Velîka Obuhivka
     Ucraineană (98,13%)
     Rusă (1,73%)
     Alte limbi (0,14%)
Conform recensământului din 2001, majoritatea populației localității Velîka Obuhivka era vorbitoare de ucraineană (98,13%), existând în minoritate și vorbitori de rusă (1,73%).